# هایکول چیخائوی
هایکول چیخائوی (انگلیسی: Haykeul Chikhaoui؛ زادهٔ ۴ سپتامبر ۱۹۹۶) بازیکن فوتبال اهل فرانسه است.
از باشگاه‌هایی که در آن بازی کرده‌است می‌توان به باشگاه فوتبال سوشو اشاره کرد.
وی همچنین در تیم ملی فوتبال Tunisia U21 بازی کرده‌است.